# Niels Juel
För svenske översten inom luftvärnet på 1900-talet, se Niels Juel (överste).

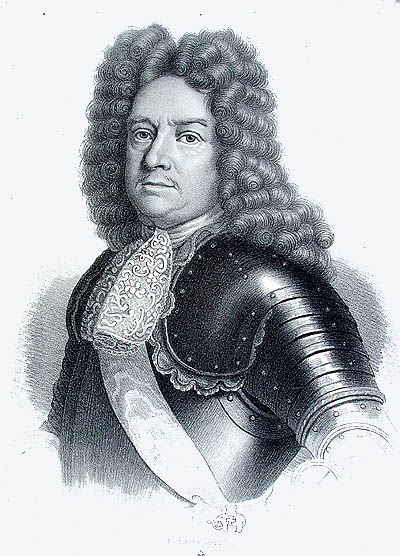
Niels Juel.

Niels Juel, född 8 maj 1629, död 8 april 1697, var en dansk sjömilitär. Han var bror till Jens Juel.

## Biografi
Juel tjänade några år med utmärkelse i holländska marinen, återvände 1656 till Danmark och var 1657-60 varvschef på Holmen och utmärkte sig i kriget med svenskarna 1657-1660. 1676 blev Juel överbefälhavare för flottan, erövrade samma år Gotland men ställdes därefter under Cornelis Tromps befäl, varför Juels andel i segern i slaget vid Ölands södra udde 1676 är svår att avgöra. 1677 besegrade Juel i Tromps frånvaro en svensk eskader i slaget vid Møn och förintade därpå den svenska huvudflottan i slaget vid Köge bukt 1677. Juel hade trots kungens varningar tagit upp striden med den starkare fienden men hans taktik och sjömanskap skaffade danskarna segern och därmed herraväldet till sjöss för återstoden av kriget. Juel utnämndes till generalamirallöjtnant och återfick efter Tromps avsked 1678 överbefälet. Juel blev president för amiralitetet 1683 och gjorde värdefulla insatser för flottans förbättring.